# Мајкл Ширд
Мајкл Ширд (енгл. Michael Sheard) био је британски глумац, рођен 18. јуна 1938. године у Абердину (Шкотска), а преминуо је од рака 31. августа 2005. на Острву Вајт (Енглеска). Његово право име је било Доналд Мериот Перкинс, а Мајкл Ширд је било његово уметничко име, то јест псеудоним.

## Каријера
У својој каријери био је најпознатији по улогама зликоваца. Глумио је Адолфа Хитлера пет пута, а његова најзапаженија улога Хитлера била је у филму Индијана Џоунс и последњи крсташки поход редитеља Стивена Спилберга.

## Изабрана филмографија
| Улоге Мајкла Ширда |                                                      |               |                  |          |
| Година             | Српски назив                                         | Изворни назив | Улога            | Напомена |
| 2003.              | Хитлер Анда                                          |               | Адолф Хитлер     |          |
| 1992.              | Ало, ало!                                            |               | Хитлеров двојник |          |
| 1989.              | Индијана Џоунс и последњи крсташки поход             |               | Адолф Хитлер     |          |
| 1983.              | Дугачак пут до Кине                                  |               | Чарли            |          |
| 1981.              | Бункер                                               |               | Хајнрих Химлер   |          |
| 1980.              | Звездани ратови — епизода V: Империја узвраћа ударац |               | адмирал Озел     |          |
| 1979.              | Бекство у Атину                                      |               | водник Ман       |          |
| 1979.              | Пешчана загонетка                                    |               | Боеми            |          |
| 1978.              | Снага 10 са Наварона                                 |               | водник Бауер     |          |
| 1973.              | Одмор на аутобусима                                  |               | менаџер          |          |
| 1972.              | Махнитост                                            |               | Џим              |          |
| 1970.              | Макензијев слом                                      |               |                  |          |